# STS-135
是2011年7月执行的一次载人航天任务，此次飞行任务由亚特兰蒂斯号航天飞机执行，是亚特兰蒂斯号的最后一次飞行任务，同时也是美国航天飞机的最后一次飞行任务。
亚特兰蒂斯号预定于当地时间7月8日晚从佛罗里达州肯尼迪太空中心发射升空。此次亚特兰蒂斯号航天飞机负责携载“拉斐尔多功能后勤舱”，并运送补给、后勤和备用配件至国际空间站，期间完成1次太空行走。另外在該次任务中，美国宇航局将着重测试正向渗透技术。7月21日，在佛罗里达州肯尼迪航天中心着陆，标志着美国为期30年的航天飞机项目正式结束。

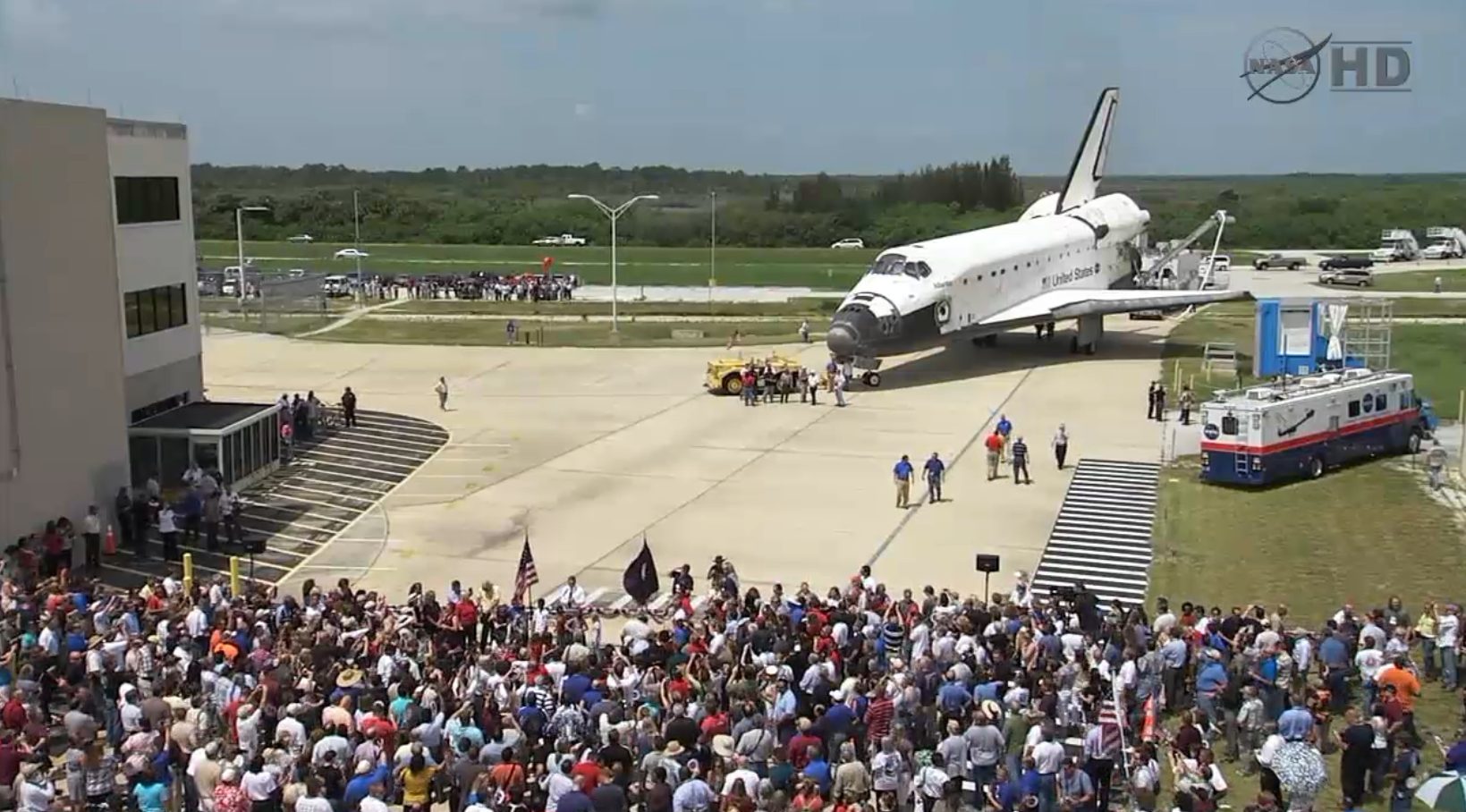
欢迎仪式